# S-Bahn

Het Duitse S-bahn logo

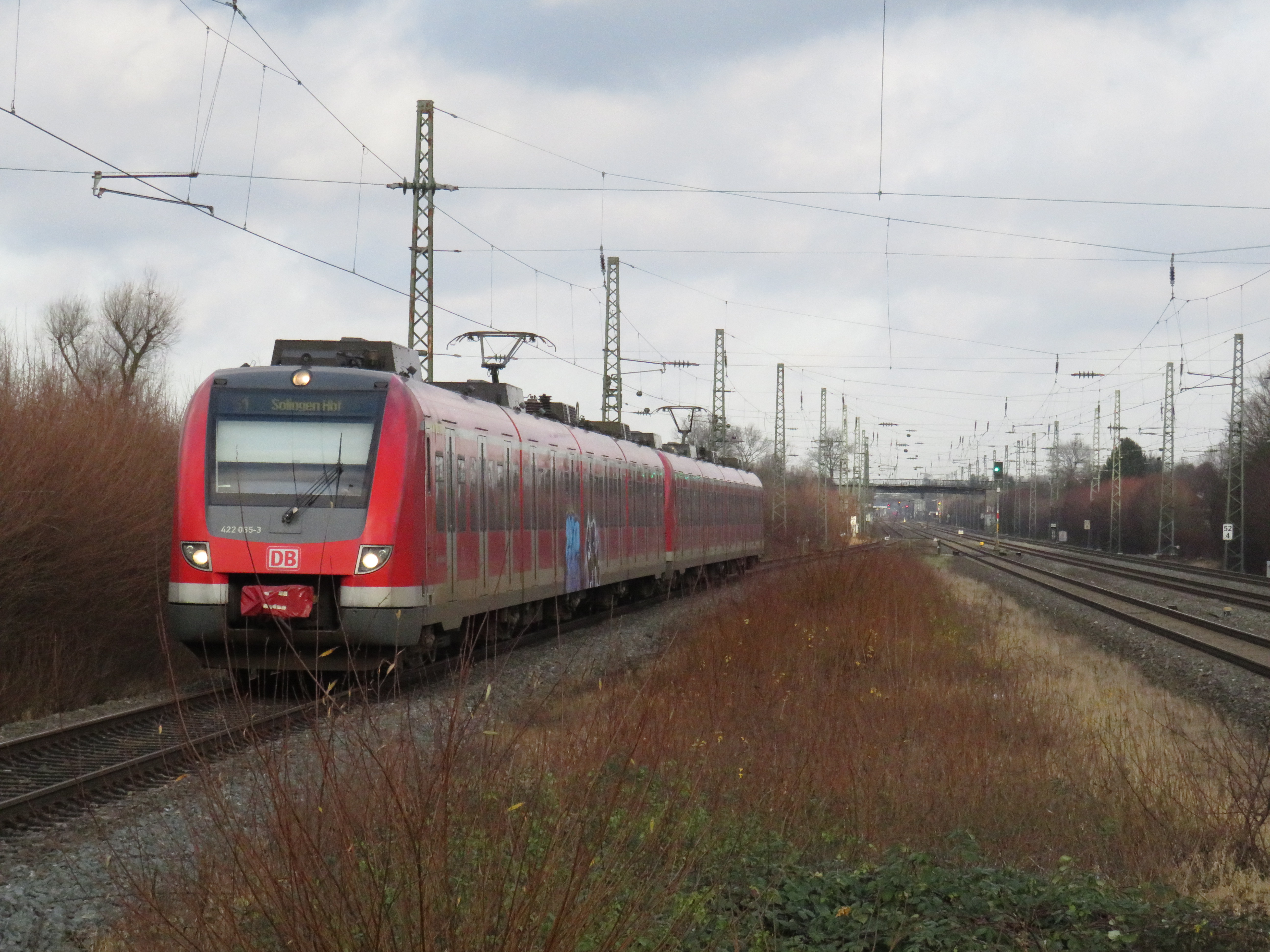
De Baureihen 422 t/m 426 worden veel gebruikt in S-Bahnnetwerken in Duitsland

Een S-Bahn is een in Duitstalige landen gebruikte term voor een netwerk van voorstadspoorwegen rond grote steden.

## Geschiedenis
De S-Bahn van Berlijn is de oudste S-Bahn van Duitsland. Al in 1882 werd er een stadsnet geëxploiteerd met stoomtractie. In 1924 is begonnen met de elektrificatie. Sinds 1 december 1930 wordt het netwerk 'S-Bahn' genoemd. Toen werd ook het nog bestaande S-logo ingevoerd.

## Lijst van S-Bahnnetwerken

### België

S-Bahnnetwerken in België

In december 2015 zijn gedeeltes van het Gewestelijk ExpresNet in Brussel ingevoerd onder de naam S-net. In 2018 zijn de stoptreinen ook bekend als lokale of L-treinen rond Antwerpen, Charleroi, Gent en Luik als voorstadstreinen ook omgedoopt tot S-treinen.

### Denemarken
De S-tog (S-trein) van Kopenhagen bestaat sinds 1934 en is het voorstadsnetwerk in en rond de stad.

### Duitsland

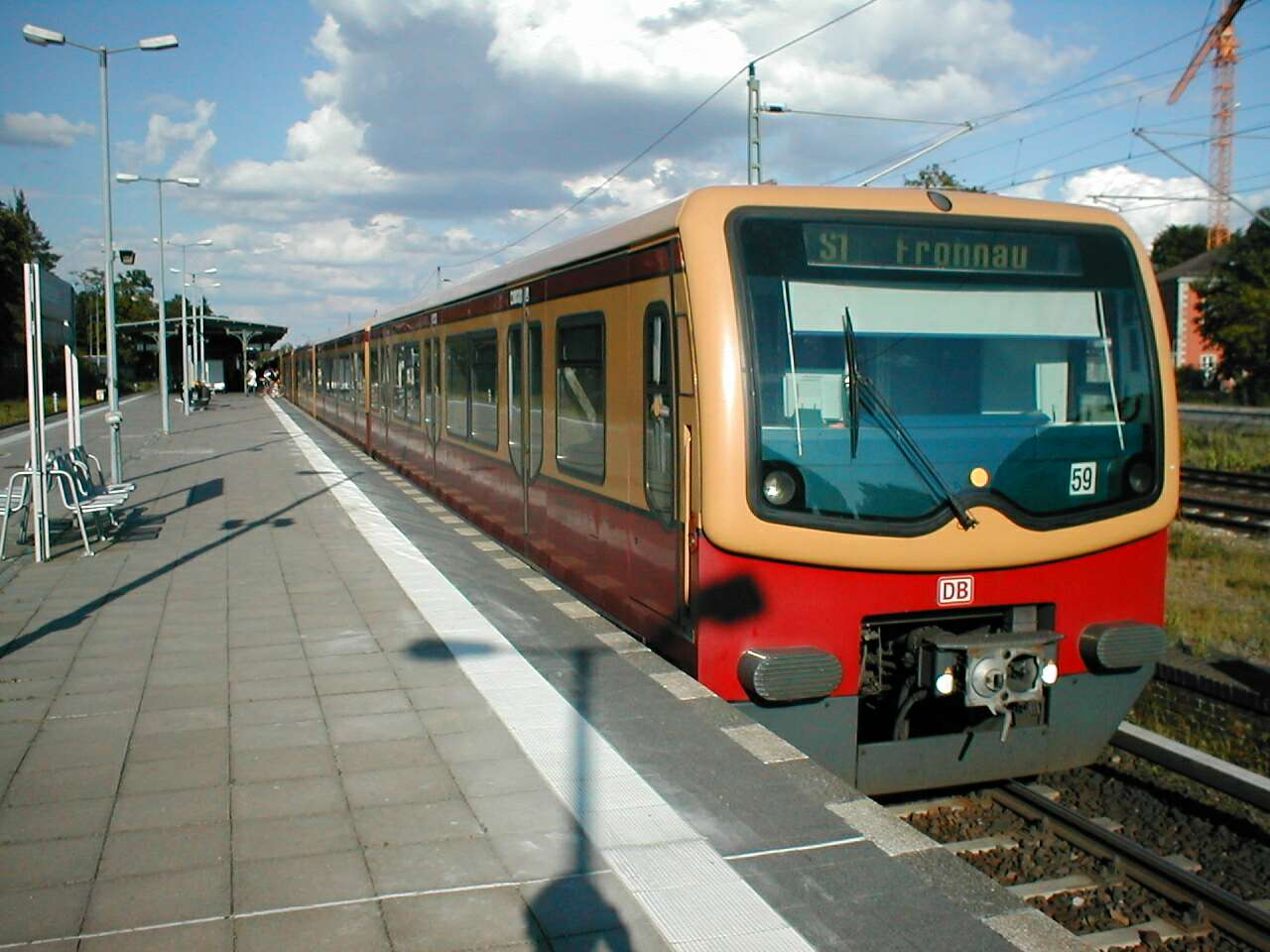
Baureihe 481 van de Berlijnse S-Bahn

De S-Bahn in Berlijn gebruikt 800 volt gelijkspanning en wordt gevoed via een derde rail (stroomafname aan de onderzijde). De Berlijnse en Hamburgse S-Bahnen zijn de enige in Duitsland die via een derde rail worden gevoed. Alle andere S-Bahnnetwerken worden gevoed via een bovenleiding. In de randgemeenten rondom Karlsruhe rijdt de S-Bahn ook over de hoofdsporen, in de stad zelf wordt er op tramsporen gereden.
In Duitsland zijn er S-Bahnen in de volgende steden en gebieden:
- S-Bahn van Berlijn
- S-Bahn van Bremen en Nedersaksen
- S-Bahn van Dresden
- S-Bahn van Hamburg
- S-Bahn van Hannover
- S-Bahn van Keulen
- S-Bahn Mitteldeutschland
- S-Bahn van Maagdenburg
- S-Bahn van München
- S-Bahn van Neurenberg
- S-Bahn Rhein-Main (in en rond Frankfurt am Main)
- S-Bahn Rhein-Neckar (Ludwigshafen am Rhein / Mannheim / Heidelberg / Karlsruhe)
- S-Bahn Rhein-Ruhr
- S-Bahn van Rostock
- S-Bahn van Stuttgart

In de planningsfase bevindt zich de S-Bahn van Augsburg.

### Nederland
De Sprinter-treinen in de brede Randstad stoppen op elk station en rijden op werkdagen gedurende het grootste deel van de dag globaal elke 15 minuten. Met deze eigenschappen is het treintype vergelijkbaar met de Duitse S-Bahn. Anders dan bij de S-Bahn zijn het ontbreken van lijnnummers en het gebrek aan tariefintegratie met de betreffende stadsregio's. De tarieven voor NS reizigersvervoer zijn op de Sprinters van toepassing.

### Oostenrijk

S-Bahnnetwerken in Oostenrijk

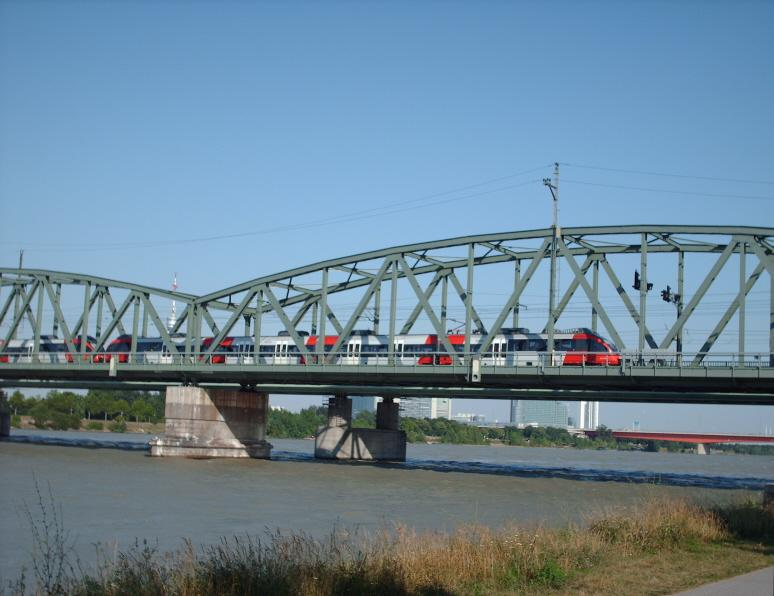
S-Bahn van de ÖBB

In Oostenrijk zijn er S-Bahnnetwerken in Salzburg, Karinthië, Wenen, Graz, Linz, Innsbruck en Vorarlberg.
De Weense S-Bahn rijdt sinds 17 januari 1962 tussen Floridsdorf (in het noorden van de stad) en Meidling (in het zuiden) en van Floridsdorf naar de omliggende plaatsen Gänserndorf en Stockerau. In de jaren die daarop volgden werd het aantal lijnen uitgebreid. Sinds 1984 geldt in de gehele agglomeratie Wenen één tariefsysteem. Hierdoor is het combineren van U-Bahn, S-Bahn, tram, bus en trein eenvoudiger. Sinds die tijd vallen ook de ÖBB-treinen op de Westbahn (richting Purkersdorf en Preßbaum) en de Preßburger Bahn (richting Wolfsthal, oorspronkelijk tot Bratislava) onder de S-Bahn
De S-Bahn van Salzburg werd geopend in 2004 en telt vijf lijnen. Het netwerk wordt nog uitgebreid. De exploitatie gebeurt door drie maatschappijen: de Oostenrijkse spoorwegen (ÖBB), de Berchtesgadener Land Bahn en de Salzburger Lokalbahn.
De S-Bahnnetwerken van Karinthië en Vorarlberg zijn netwerken, die de deelstaten Karinthië en Vorarlberg bedienen, en niet binnen een stad blijven.

### Polen
In Polen wordt de term S-Bahn niet letterlijk gebruikt, maar Warschau kent wel een systeem van voorstadstreinen waar men gebruik maakt van lijnnummers beginnend met S.
- Szybka Kolej Miejska w Warszawie

### Tsjechië
In Tsjechië bestaan in de meeste regio’s S-Bahnnetwerken onder de naam Esko. Het grootste Esko-netwerk is dat van Praag/Midden-Bohemen, Esko Praha.

### Zwitserland

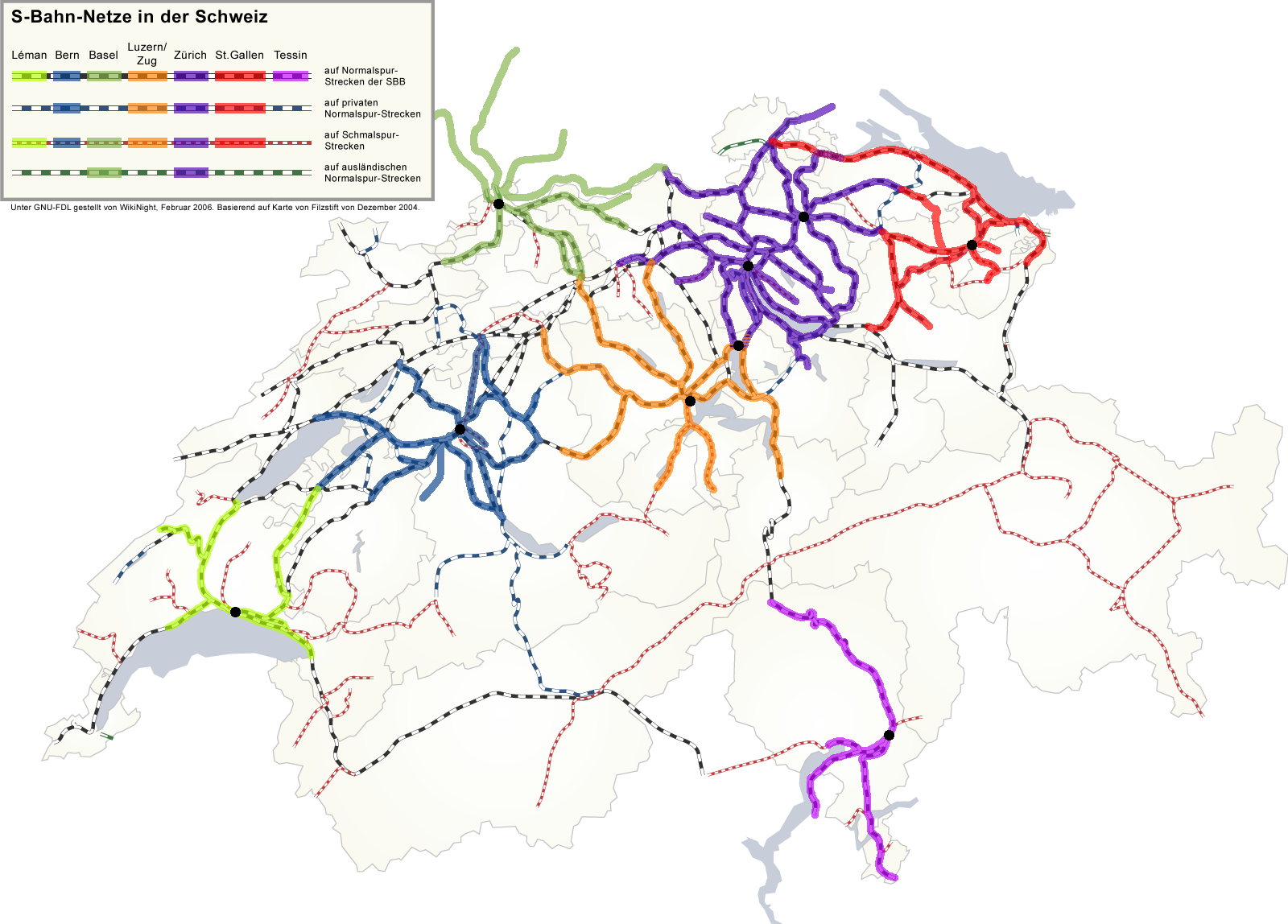
De S-Bahnnetwerken in Zwitserland.

In Zwitserland is een groot deel van de stoptreindiensten binnen S-Bahnnetwerken gekomen. De S-Bahndiensten worden voornamelijk geëxploiteerd door de Schweizerische Bundesbahnen (SBB), maar een deel van de S-Bahn van Bern ook door de BLS.
- S-Bahn van Basel
- S-Bahn van Bern
- S-Bahn rondom Genève
- S-Bahn van Luzern
- S-Bahn van Sankt Gallen
- S-Bahn Ticino
- Stadtbahn van Zug
- S-Bahn van Zürich